# Chelonus devius
Chelonus devius är en stekelart som först beskrevs av Vladimir Ivanovich Tobias 1964.  Chelonus devius ingår i släktet Chelonus och familjen bracksteklar. Inga underarter finns listade i Catalogue of Life.